# Kveldssanger
Kveldssanger ist das zweite Album der norwegischen Band Ulver und der zweite Teil ihrer Trilogie zu den „sinistren Aspekten norwegischer Folklore“.

## Entstehung
Für das Album arbeiteten Garm, Haavard und AiwarikiaR mit dem Cellisten Alf Gaaskjønli zusammen, der sie auch bei ihrem Beitrag Synen zum Sampler Souvenirs from Hell („Souvenire aus der Hölle“) unterstützte. AiwarikiaR war dagegen aufgrund seines Militärdienstes bei den meisten Aufnahmen nicht anwesend. Eingespielt wurde das Album 1995 im Endless Lydstudio in Oslo (auf der Rückseite des Albums mit dem ehemaligen Namen Christiania angegeben) mit Kristian Romsøe als Tontechniker und Koproduzent, gemastert wurde es von Craig Morris bei Strype Audio.
Garm bezeichnete Kveldssanger („Abendlieder“) im Nachhinein als „unausgereift“, äußerte aber später, der Kommentar sei auf die Ausführung bezogen gewesen und übertrieben interpretiert worden.
Kveldssanger war später Teil von The Trilogie – Three Journeyes Through the Norwegian Netherworlde (1997) und Trolsk Sortmetall 1993–1997 (2014), zwei von Century Media aufgelegten Boxsets.

## Titelliste
Die Musik wurde von Haavard und Garm komponiert.
1. Østenfor Sol og vestenfor Maane – 3:26 („Östlich der Sonne und westlich des Mondes“)
2. Ord – 0:17 („Worte“)
3. Høyfjeldsbilde – 2:15 („Hochgebirgsbild“)
4. Nattleite – 2:12 („Nachtzeit“)
5. Kveldssang – 1:32 („Abendlied“)
6. Naturmystikk – 2:56 („Naturmystik“)
7. A cappella (Sielens Sang) – 1:26 („A cappella [Das Lied der Seele]“)
8. Hiertets Vee – 3:55 („Herzschmerz“)
9. Kledt i Nattens Farger – 2:51 („Gekleidet in den Farben der Nacht“)
10. Halling – 2:08 („Halling“, ein norwegischer Volkstanz)
11. Utreise – 2:57 („Ausreise“)
12. Søfn-ør paa Alfers Lund – 2:38 („Unruhiger Schlaf auf dem Hügel der Elfen“)
13. Ulvsblakk – 6:56 („Wolfsgrau“)

## Musik, Texte und Beiheft
Im Gegensatz zum Debütalbum Bergtatt – Et Eeventyr i 5 Capitler, auf dem Ulver Black-Metal- und Folk-Einflüsse vermischte, verwandte die Band auf Kveldssanger ausschließlich akustische Instrumente. Sie verarbeitete „klassisch gefärbte nordische Volkslieder“ in einem Stil, der laut William York von Allmusic in den akustischen Interludien des vorigen Albums angedeutet wurde und hier „voll entwickelt“ in „echten Liedern mit bedachten, wenngleich spärlichen, Arrangements“. In einigen Liedern wurde Garms Gesang mittels Overdub bearbeitet, um einen chorartigen Effekt zu erzeugen. Außerdem enthält das Album einige A-cappella-Aufnahmen, der größere Teil des Albums ist jedoch instrumental mit dem Schwerpunkt auf ruhigen Akustikgitarren und einigen Cello- und Flötenparts. Martin Kreischer beschrieb Ulvers Akustikaufnahmen im Ikonen Magazin als Anreicherung des Neofolk „mit filigraneren Strukturen“ als bei den frühen Apocalyptic-Folk-Bands.
Als Sprache, in der die Texte dieses Albums und der gesamten Trilogie geschrieben wurden, wird Altdänisch angegeben. Tatsächlich handelt es sich jedoch eher um ein archaisiertes, poetisierendes Norwegisch, wobei der Eindruck einer alten Sprache auch durch die (teilweise frei phantasierte) Orthographie verstärkt werden soll. Wörter wie kveld und farge sind eindeutig norwegische Vokabeln, und der Titel des ersten Lieds ist von Østenfor Sol Og Vestenfor Måne, einem der bekanntesten norwegischen Volksmärchen, übernommen.
Das Gemälde auf dem Cover stammt von Maria Jaquete. Auf der Rückseite des Albums sind ein „totenstiller See und ein nebliger Wald“ zu sehen. Die Photographie stammt von Torgrim Novreit.

## Rezeption
Kreischer bezeichnete Empyrium und Ulver im Ikonen Magazin als „die ersten […], die den NeoFolk mit filigraneren Strukturen angereichert haben, als die frühen Apocalyptic-Folk-Bands“. Auf seine Frage an die Band Graumahd, ob sie dort „einen Umbruch, ein Abspalten der ‚neuen‘ Bands von den ‚alten‘“ sehe, antwortete Wolf: „Das neue war wohl, dass man sich nur mehr auf die filigranen Gitarren konzentriert hat. Das haben ja Ulver oder Empyrium nie gemacht, deshalb kann man sie als Bands auch keinem Genre zuordnen.“ Jörg fügte hinzu: „Ich würde das nicht so sagen, da Ulver wie Empyrium aus einer anderen ‚Szene‘ stammen. Zwar gab es immer wieder Berührungspunkte (wie etwa Ulvers genialer Beitrag zum legendären ‚Souvenirs from Hell‘ Sampler von Cthulhu oder Empyrium auf dem ‚Lichttaufe‘ Sampler) und sicher sind einzelne Alben große Inspirationsquellen für viele MusikerInnen aus dem Genre, eine Abspaltung traue ich ihnen aber allein wegen der ‚Szenefremdheit‘ nicht zu. Da war, denke ich, die ‚Erfindung‘ des deutschsprachigen Neo-Folks eine größere Zäsur.“
York zufolge evoziert die Musik in Verbindung mit der Gestaltung des Albums „ein Gefühl von ruhiger, schauriger Einsamkeit“. Beim Hören von Kveldssanger sei es schwer, sich vorzustellen, dass das Album von einer damals jugendlichen Band stammte, erst recht von einer, deren nächstes Album Nattens Madrigal – Aatte Hymne Til Ulven i Manden „wilder Black Metal“ sei. Diese CD sei ein kühne und erfolgreiches Werk, das Ulvers Ruf als eine der führenden Black-Metal-Bands zu bestätigen geholfen habe, obwohl das Album ironischerweise keinerlei Metal beinhalte.
Auch Jøhnny von Ultimate-Guitar.Com bezeichnete es als schwer vorstellbar, dass Garm zum Zeitpunkt der Gesangsaufnahmen erst 19 Jahre alt gewesen sein soll. Er bezeichnete Kveldssanger als „unglaubliches Album“ und Ulvers beste Veröffentlichung, die er allen Anhängern akustischer Folk- oder allgemein akustischer Musik empfehle. Roberto Martinelli vom Maelstrom-Webzine schrieb in seiner Kritik zum Album, es gebe keine andere Black-Metal-Band, die Waldverehrung so schön ausdrücke wie Ulver in ihrer Black-Metal-Phase, zu der das Album gehört. Kveldssanger sei zwar ein rein akustisches Album, aber „so sehr ein Black-Metal-Album, wie es möglich ist“; außer möglicherweise Empyrium auf späteren Alben habe keine Band es geschafft, dem nahezukommen, ein Metal-Album ohne Metal-Elemente zu erschaffen, aber solche Gefühle hervorzurufen wie ein Black-Metal-Album.